# Eekhoorns

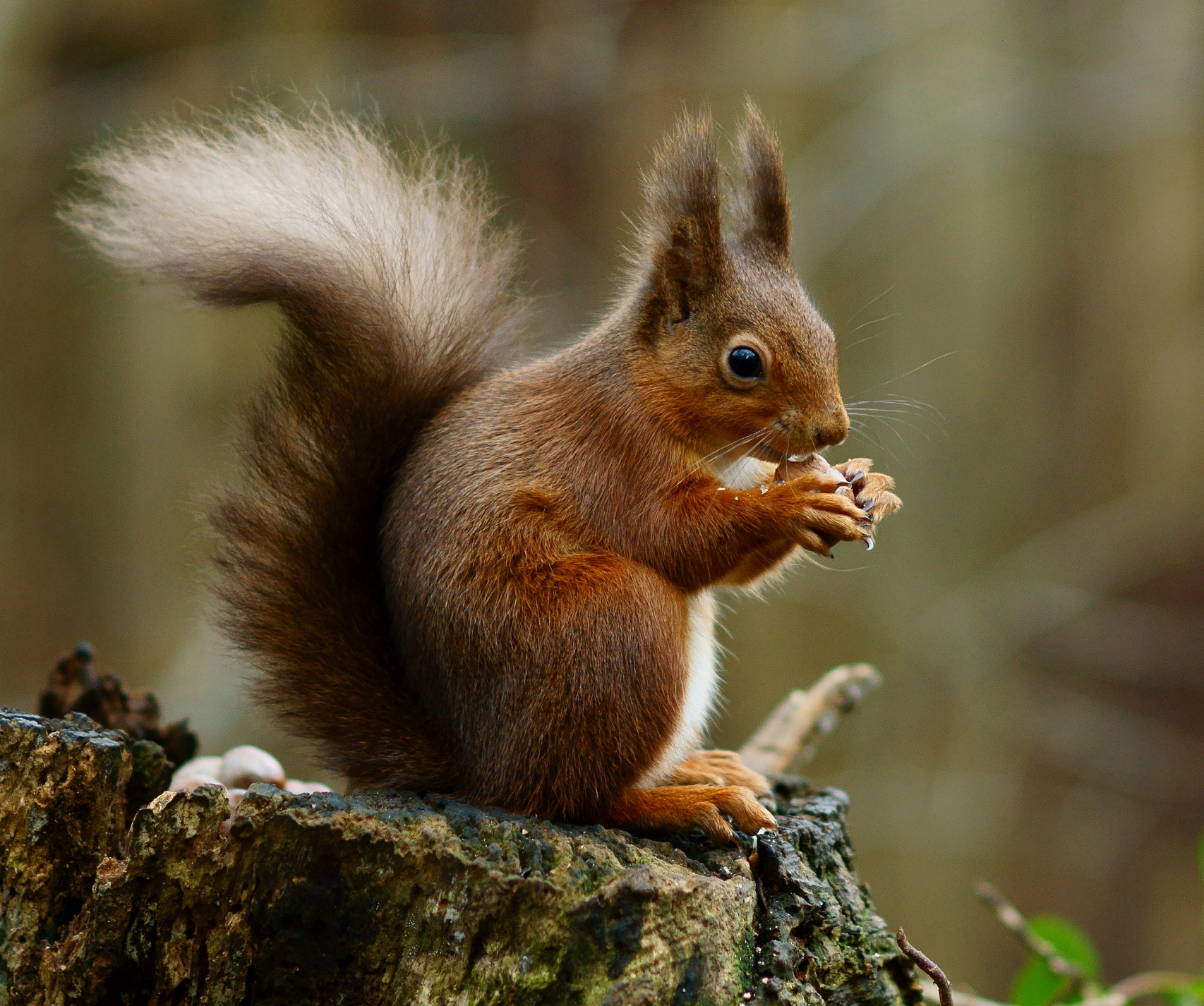
Een eekhoorn

Eekhoorns (Sciuridae) zijn een familie van knaagdieren van 63 geslachten en 316 soorten, waarvan 17 in Europa voorkomen (zie: Europese soorten). Bekende geslachten zijn de boomeekhoorns (Sciurus), de marmotten (Marmota) en de prairiehonden (Cynomys).

## Kenmerken
Eekhoorns hebben over het algemeen een lang, rond lichaam en een lange pluimstaart. Hun gezichtsvermogen is zeer goed ontwikkeld.

## Verspreiding en leefgebied
In Europa is de eekhoorn (Sciurus vulgaris) het bekendst. In Noord-Amerika leeft een aantal soorten, waaronder de grijze eekhoorn (Sciurus carolinensis). Deze soort is ook ingevoerd op Groot-Brittannië en in Italië en heeft daar als invasieve soort de inheemse, veel schuwere eekhoorn goeddeels verdrongen. Eekhoorns zijn gewoonlijk overdag actief, maar vliegende eekhoorns zijn nachtdieren. Laatstgenoemde groep komt voor tot in het noordelijke gedeelte van Rusland en Finland. Ze komen voor in verscheidene habitats, van halfwoestijnen tot regenwouden, en sommige soorten zijn uitstekende boombewoners.
Enkele in Europa invasieve eekhoornsoorten zijn op de in de Europese Unie geldende Unielijst behorende bij de Exotenverordening geplaatst. Het doel hiervan is de verspreiding van uitheemse eekhoorns in Europa te matigen of zelfs te stoppen.

## Taxonomie
- Onderfamilie Reuzeneekhoorns (Ratufinae)
- Onderfamilie Sciurillinae
- Onderfamilie Sciurinae
  - Geslachtengroep Echte boomeekhoorns (Sciurini)
  - Geslachtengroep Vliegende eekhoorns (Pteromyini)
- Onderfamilie Callosciurinae
  - Geslachtengroep Callosciurini
  - Geslachtengroep Funambulini
- Onderfamilie Xerinae
  - Geslachtengroep Xerini
  - Geslachtengroep Grondeekhoorns (Marmotini)
  - Geslachtengroep Palmeekhoorns (Protoxerini)
  - Geslachtengroep Sciurotamiini
  - Geslachtengroep Wangzakeekhoorns (Tamiini)

## Europese soorten
De soorten die in van nature in Europa voorkomen, zijn:
- Kaukasuseekhoorn (Sciurus anomalus)
- Sciurus meridionalis
- Eekhoorn (Sciurus vulgaris)
- Vliegende eekhoorn (Pteromys volans)
- Siberische grondeekhoorn (Eutamias sibiricus)
- Alpenmarmot (Marmota marmota)
- Bobakmarmot (Marmota bobak)
- Siesel (Spermophilus citellus)
- Gele grondeekhoorn (Spermophilus fulvus)
- Spermophilus major
- Spermophilus musicus
- Dwerggrondeekhoorn (Spermophilus pygmaeus)
- Gevlekte soeslik (Spermophilus suslicus)

Daarnaast komt een aantal invasieve soorten voor in Europa:
- Grijze eekhoorn (Sciurus carolinensis)
- Roodbuikeekhoorn (Callosciurus erythraeus)
- Thaise eekhoorn (Callosciurus finlaysonii)
- Oostelijke wangzakeekhoorn (Tamias striatus)
- Siberische grondeekhoorn (Eutamias sibiricus), inheems in Rusland, geïntroduceerd in West-Europa